# Zaporizzsjai atomerőmű
A zaporizzsjai atomerőmű (ukránul: Запорізька атомна електростанція [Zaporizka atomna elektrosztancija]) Ukrajna Zaporizzsjai területén fekvő Enerhodar város mellett, a Dnyeperen létesített Kahivkai víztározó partján található atomerőmű. Az atomerőmű mellett található az 1972-ben megnyitott zaporizzsjai hőerőmű. Hat darab, egyenként 1000 MW beépített teljesítményű reaktorblokkjával Európa legnagyobb teljesítményű atomerőműve, melyet az állami Enerhoatom vállalat üzemeltet. A 2020-as évek elején az erőmű évi 40–42 milliárd kWh-t termel, ami Ukrajnában az átlagos éves villamosenergia-termelés egyötödét és az ukrán atomerőművek által termelt villamos energia közel 47%-át adja. A 2022-es ukrajnai orosz invázió során március 4-én orosz ellenőrzés alá került. Az erőmű reaktorblokkjainak többsége üzemel.

## Története
Az erőmű építéséről 1977-ben hozott határozatot a szovjet kormány. 1980-ban fogadták el a műszaki terveket, amelyek akkor még négy blokk építését irányozták elő. Az első blokk építése 1981-ben kezdődött el, majd 1982-ben beszerelték az atomreaktort, amelyet 1984 novemberében helyeztek üzembe, majd 1987-ig a további hármat is elindították. Az ötödik blokk 1989-ben kezdte meg működését. A hatodik blokk építése a Szovjetunió felbomlása miatt kialakult zavaros gazdasági és pénzügyi helyzet miatt csak lassabban haladt, üzembe helyezésére végül 1995-ben került sor. A munkálatokat hátráltatta az Ukrán Legfelsőbb Tanács 1990-ben atomerőmű-építésre kiadott moratóriuma is, amikor a hatodik zaporizzsjai blokk már 90%-os készültségi állapotban volt.

### 2014-es műszaki hibák
2014. november 28-án 19:24-kor az erőmű 3-as blokkja meghibásodás miatt automatikusan lekapcsolódott az energiahálózatról. Azonnal megkezdték a javítást, karbantartást, aminek befejezését december 5-ére tervezték.
Az esetet Arszenyij Jacenyuk ukrán miniszterelnök december 3-án jelentette be. Volodimir Demcsisin energiaügyi miniszter szerint a hiba nem az erőmű reaktoránál történt, hanem a generátornál, hozzátéve, hogy nukleáris szivárgás veszélye nem fenyeget. Az áramkiesés miatt több tucat települést nem tudnak ellátni villamos energiával. A Nemzetközi Atomenergia-ügynökség és a magyar Országos Atomenergia Hivatal december 3-ig nem kapott semmilyen hivatalos tájékoztatást az ügyben.
A NucNet nemzetközi nukleáris hírügynökség arról számolt be, hogy az ukrán Állami Nukleáris Szabályozási Felügyelőség (State Nuclear Regulatory Inspectorate of Ukraine) az eseményt a Nemzetközi Nukleáris Eseményskála nullás fokozatába sorolta, ami nem jelent veszélyt sem a dolgozókra, sem a lakosságra. Az erőművet üzemeltető Enerhoatom tájékoztatása szerint a 3-as blokk saját villamos fogyasztását ellátó rendszerben történt rövidzárlat miatt a védelmi automatikák lekapcsolták a fő transzformátort és generátort az országos hálózatról, ezért kellett a reaktort is leállítani.
Az erőmű december 5-én a honlapján jelentette be, hogy a 3-as blokkban befejezték a karbantartást, és rendben visszakapcsolták a hálózatra.
December 28-án újabb esemény történt: helyi idő szerint 5 óra 59 perckor a védelmi rendszer leállította az erőmű 6-os blokkját. Az egységet aznap 22:35-kor visszakapcsolták a hálózatra.

### 2022-es orosz-ukrán háború
2022. március 4-én, hajnalban, az orosz hadsereg megtámadta az atomerőművet, melynek következtében kigyulladt az erőmű oktatási épületének több szintje. A támadás során a reaktor területén nem történt sérülés, a sugárszint nem emelkedett. Később eloltották a tüzet, majd az oroszok átvették az irányítást felette. A 2022. március 4-e délutáni jelentés szerint: az 1. reaktorblokk a támadás idején karbantartás miatt állt. A 2. blokk üzemelt és az erőmű saját szükségleteit fedezte. A 3. blokkot hűtötték, leállítása folyamatban volt. A 4. blokk 825 MW-os teljesítménnyel üzemelt. Az 5. és 6. blokk a nukleáris létesítmények hűtését biztosította.

## Műszaki adatok
A reaktor blokkjaiban a szentpétervári Izsorszkij-gyárban készült VVER–1000 típusú nyomottvizes reaktorok üzemelnek. A szekunder körben, a hőcserélőben képződő gőz K–1000-60/1500–2 típusú gőzturbinákat hajt, melyeket a harkivi Turboatom gyártott. A gőzturbinák a szentpétervári Elektroszila vállalat TVV–1000–4 típusú generátorait forgatják. A szekunder kör hűtését a Kahivkai víztározó vizével végzik, de a rendszer része két hűtőtorony is.
Az erőmű éves elektromosenergia-termelése átlagosan 40 milliárd kWh, amely az ukrajnai atomerőművi áramtermelés kb. felét, a teljes áramtermelésnek pedig az ötödét teszi ki. Az erőmű három 750 kV-os és egy 330 kV-os távvezetéken keresztül kapcsolódik Ukrajna egységes villamosenergia-rendszeréhez.
A zaporizzsjai volt az első olyan ukrajnai atomerőmű, amelynél megvalósították a kiégett nukleáris fűtőelemek átmeneti száraz tárolását. Az erőmű területén felépített tároló 380 konténer elhelyezésére alkalmas, ez 50 évre elegendő tárolási kapacitást biztosít. A kiégett fűtőelemeket ventilációs betonkonténerekben helyezik el. A hermetikusan lezárt betonkonténerekben kialakított szellőzőjáratok biztosítják a keletkező hő elvezetését és így a fűtőelemek biztonságos tárolását.

## Reaktorblokkok
| Reaktorblokk  | Reaktortípus  | Teljesítmény       | Teljesítmény        | Építés kezdete | Csatlakozás az elektromos hálózathoz | Üzembehelyezés | Tervezett üzemidő | Meghosszabbított üzemidő |
| Reaktorblokk  | Reaktortípus  | Nettó teljesítmény | Bruttó teljesítmény | Építés kezdete | Csatlakozás az elektromos hálózathoz | Üzembehelyezés | Tervezett üzemidő | Meghosszabbított üzemidő |
| ------------- | ------------- | ------------------ | ------------------- | -------------- | ------------------------------------ | -------------- | ----------------- | ------------------------ |
| Zaporizzsja–1 | VVER–1000/320 | 950 MW             | 1000 MW             | 1980.04.01.    | 1984.12.10.                          | 1985.12.25.    | 2015.12.23.       | 2025.12.23.              |
| Zaporizzsja–2 | VVER–1000/320 | 950 MW             | 1000 MW             | 1981.01.01.    | 1985.10.22.                          | 1986.02.15.    | 2016.02.19.       | 2026.02.19.              |
| Zaporizzsja–3 | VVER–1000/320 | 950 MW             | 1000 MW             | 1982.04.01.    | 1986.12.10.                          | 1987.03.05.    | 2017.03.05.       | 2027.02.05.              |
| Zaporizzsja–4 | VVER–1000/320 | 950 MW             | 1000 MW             | 1983.04.01.    | 1987.12.18.                          | 1988.04.14.    | 2018.04.04.       | 2028.04.04.              |
| Zaporizzsja–5 | VVER–1000/320 | 950 MW             | 1000 MW             | 1985.11.01.    | 1989.08.20.                          | 1989.10.27.    | 2020.05.27.       | 2030.05.27.              |
| Zaporizzsja–6 | VVER–1000/320 | 950 MW             | 1000 MW             | 1986.06.01.    | 1995.10.19.                          | 1996.09.16.    | 2026.10.21.       |                          |